# Jürgen Wiesner (Maler)
Jürgen Wiesner (* 1955 in Stuttgart) ist ein deutscher Maler.

## Leben
Jürgen Wiesner besuchte ab 1977 die Freie Kunstschule in Stuttgart. Von 1978 bis 1984 studierte er an der Akademie der Bildenden Künste in Karlsruhe (AdBK) und erhielt den Förderpreis der AdBK. 1979 war er Mitbegründer der Künstlergruppe Kriegfried. 1982 ist er Meisterschüler von Per Kirkeby und seit 1984 arbeitet er als freischaffender Künstler. 1987 bekam Wiesner ein Stipendium nach dem Landesgraduiertenförderungsgesetz sowie 1988 von der Kunststiftung Baden-Württemberg. Jürgen Wiesner lebt und arbeitet in Karlsruhe.

## Ausstellungen
- 1980 	"Glück und Bild", Akademie Karlsruhe
- 1981 	"6 Wilde & einer", galerie artinform, Karlsruhe Förderpreis der Akademie Karlsruhe
- 1982 	"4 Maler, Kehl/Rhein "Karlsruher Künstler", Badischer Kunstverein Förderpreis der Akademie Karlsruhe
- 1983 	"Graphik-Kabinett", Blaubeuren "Kunststudenten stellen aus", Bundeswettbewerb des Ministeriums für Bildung und Wissenschaft
- 1984 	"...3 Jahre später, galerie artinform, Karlsruhe
- 1985 	"Karlsruher Künstler", Badischer Kunstverein
- 1987 	Wilhelmshöhe e.V.,Karlsruhe-Ettlingen, mit H. Kille, B. Schäfer